# Kerstin Cook
 (septembre 2010).
Si vous disposez d'ouvrages ou d'articles de référence ou si vous connaissez des sites web de qualité traitant du thème abordé ici, merci de compléter l'article en donnant les références utiles à sa vérifiabilité et en les liant à la section « Notes et références ».
Kerstin Cook, née le 15 avril 1989 à Kriens, est élue Miss Suisse en 2010.

## Biographie
Elle est née d'une mère anglaise et d'un père anglo-suisse. Kerstin est mannequin depuis l'âge de 15 ans. Elle a fait des études de biologie, puis est devenue collaboratrice de vente dans sa ville natale. 